# Saverio Bettinelli
Saverio Bettinelli (født 18. juli 1718, død 13. september 1808) var en italiensk forfatter.
Bettinelli var jesuit og gav sig væsentlig af med undervisning, således som ordenens medlemmer plejede. Efter ordenens ophævelse (1773) levede han i sin fædrene by. Bettinelli var som forfatter stærkt påvirket af den samtidige franske litteratur, navnlig Voltaire, hvem han besøgte på en rejse. Hans noget nøgterne kunstbetragtning bragte ham til at søge at rokke Dantes berømmelse, i Lettere virgiliane, henvendt til Arkadiernes Akademi; men Gasparo Gozzi tog eftertrykkelig til genmæle i La difesa di Dante (1758). For øvrigt har Bettinelli skrevet digte (Le raccolte), tragedier (Gionata, Serse), afhandlinger i prosa over religiøse, moralske og æstetiske emner samt litteraturhistoriske værker, som Il Risorgimento d'Italia negli studii, nelle arti e ne' costumi dopo il mille (2 bind, 1771). Hans samlede arbejder udkom i Venedig (1802, 24 bind).